# Fred Kromm
Fred Kromm (* 19. Juli 1953) ist ein ehemaliger deutscher Fußballspieler.
Fred Kromm kam von seinem Heimatverein SC Rot-Weiß Gelnhaar über die SG Büdingen zur Saison 1973/74 zu den Amateuren von Kickers Offenbach in die Oberliga Hessen, wo er zehn Saisontore erzielte. In der Saison 1974/75 wechselte Kromm in den Profikader von Kickers Offenbach, wurde aber von Trainer Otto Rehhagel nicht in der Bundesliga eingesetzt. Zur Saison 1975/76 wechselte er zu Fortuna Köln und ging gleich danach, weil er mit Trainer Rudi Gutendorf nicht harmonierte, im September 1975 nach eigener fristloser Kündigung, weiter zum SSV Reutlingen 05, dem zuvor der Aufstieg in die 2. Bundesliga Süd gelungen war. Bei 17 Zweitligaeinsätzen für die Reutlinger erzielte Kromm in dieser Spielzeit zwei Treffer und stieg am Saisonende mit dem SSV ab. Es folgte die Reamateurisierung, die damals mit einer einjährigen Einsatzpause verbunden war.
Zu Beginn der Saison 1977/78 wechselte er zum FC Hanau 93, zu dessen Aufstieg in die Zweite Bundesliga er durch zahlreiche Tore beitrug.
In der Saison 1978/79 absolvierte er für den FC Hanau 93 ebenfalls 17 Spiele in der 2. Bundesliga und stieg trotz seiner sechs Torerfolge in dieser Spielzeit mit Hanau ab. Anschließend spielte er als Amateur bei verschiedenen Vereinen im Umland von Büdingen, so jahrelang für die SG Bad Soden unter anderem in der Oberliga. Dort machte er auch eine Ausbildung zum Masseur und medizinischen Bademeister. Danach spielte er noch mit seinen drei Brüdern für den Heimatverein SC Rot-Weiß Gelnhaar. Zusammen konnten sie noch zwei Aufstiege von der C- in die A-Liga Büdingen feiern. Mit 39 Jahren war dann Schluss mit der sportlichen Karriere als Fußballspieler.